# Dürn (Velburg)
Dürn ist ein amtlich benannter Ortsteil der Stadt Velburg im Landkreis Neumarkt in der Oberpfalz in Bayern.

## Geographische Lage
Der Weiler liegt ca. 500 m östlich des ehemaligen Gemeindesitzes Günching im Oberpfälzer Jura der Frankischen Alb auf ca. 523 m ü. NHN. Nordöstlich zieht sich das Krondorfer Tal hin. Südöstlich fließt in nordöstlicher Richtung der Dürner Bach der Schwarzen Laber zu. Im Süden von Dürn ragt in das Tal des Dürner Baches der Dürner Berg hinein.

## Verkehr
Etwa 400 m von der A 3 entfernt, ist die nächste Auffahrt die Anschlussstelle 92 b (Neumarkt Ost). Von Günching und von Krondorf aus führen Ortsverbindungsstraßen nach Dürn.

## Ortsnamendeutung
Dürn, historisch „Durnin“, dürfte zum althochdeutschen „dorn“ das Adjektiv „durnin“ = zum Dornicht, Dorngestrüpp enthalten.

## Geschichte
„Durnin“ ist erstmals um 1004 als Königsgut urkundlich erwähnt; Kaiser Heinrich II. überließ es zusammen mit dem Königsgut Mantlach der Alten Kapelle zu Regensburg. Um 1325 war das Kloster Kastl in Dürn begütert. 1374 verkaufte Ulrich Schenk von Reicheneck den Weiler, den er von den Ehrenfelsern zu Helfenberg hatte, an Pfalzgraf Ruprecht; auf dem dortigen Hof saß der Untertan Hausner. Im kurpfälzischen Zinsbuch von 1400/10 sind 2 Höfe zu Dürn genannt, 1622 2 Höfe und 1 Gut. Am Ende des Alten Reiches, um 1800, wies der Weiler zwei Anwesen der nunmehr kurfürstlichen Herrschaft Helfenberg, auf denen die Stigler saßen, und ein Anwesen der Hofmark Lintach auf; letzteres besaßen seit 1775 die von Gobel auf Hofgiebing zu Atzlricht.
Im Königreich Bayern wurden nach einer Verordnung vom 13. Mai 1808 Steuerdistrikte gebildet, darunter der Steuerdistrikt Günching im Landgericht Parsberg, dem die Ortschaften Günching, Krondorf, Dürn, Federhof, Hennenhof und Ollertshof zugeteilt waren. Mit dem zweiten Gemeindeedikt von 1818 entstand daraus mit unverändertem Ortsbestand die Ruralgemeinde Günching, in deren Hauptort als gleichzeitiger Pfarrort auch die Dürner Kinder zur Schule gingen. Dabei blieb es bis zur Gebietsreform in Bayern, als die Gemeinde und damit auch Dürn am 1. Mai 1978 nach Velburg eingemeindet wurden.

### Einwohnerzahlen
Dürn hatte
- 1836 30 Einwohner, 4 Häuser,[8]
- 1867 23 Einwohner, 8 Gebäude,[9]
- 1871 26 Einwohner, 9 Gebäude, im Jahr 1873 einen Großviehbestand von 2 Pferden und 31 Stück Rindvieh,[10]
- 1900 25 Einwohner, 4 Wohngebäude,[11]
- 1925 25 Einwohner, 4 Wohngebäude,[12]
- 1937 22 Einwohner,[13]
- 1950 22 Einwohner, 3 Wohngebäude,[14]
- 1987 22 Einwohner, 4 Wohngebäude.[15]

### Kirchliche Verhältnisse
Der Weiler gehörte seit altersher zur katholischen Pfarrei Dietkirchen im Bistum Eichstätt. Unter Pfalz-Neuburg wurde die Pfarrei 1540 der Reformation unterworfen; die Rekatholisierung erfolgte 1626. Den jeweiligen Glaubenswechsel mussten alle Untertanen, auch die Bewohner von Dürn, vollziehen. Ende 1810 wurde Dürn zusammen mit Krondorf nach Günching umgepfarrt. Die Dürner Ortskapelle St. Maria, ein Satteldachbau mit eingezogener Rundapsis und Glockendachreiter, wurde 1895 am nördlichen Ortsrand erbaut.